# Estadi de Fes
L'Estadi de Fes, situat dins del complex esportiu de Fes (àrab: المركب الرياضي لفاس, al-Murakkab ar-Riyāḍī li-Fās), és un estadi esportiu de la ciutat de Fes, al Marroc. És utilitzat per la pràctica del futbol i l'atletisme.
Va ser acabat l'any 2003. Té una capacitat per a 45.000 espectadors i és la seu dels clubs Maghreb de Fès i Wydad Athletic de Fès. La inauguració oficial fou el 25 de novembre de 2007, quatre anys després de la seva inauguració.